# Saïd Bakkati
Said Bakkati, est un footballeur néerlandais né le 23 mars 1982 à Groningue.

## Biographie

### Carrière internationale
Le 21 décembre 2004, il est convoqué par Badou Zaki pour un stage d'entraînement avec les Lions de l'Atlas à Madrid.

## Palmarès
- FC Zwolle
  - Champion de D2 néerlandaise en 2012.